# Generál řádu
Řádový generál je obecné označení hlavy klášterního řádu, kongregace nebo společnosti apoštolského života v katolické církvi. 
Termín „řádový generál“ se používá jako obecný pojem, většina katolických řádů a kongregací používá pro svou organizaci jiná označení, která jsou zakotvena ve stanovách řádu. 

## Druhy řádových generálů
- Generál-ministr nebo kustod (františkáni)
- Generál-mistr / magistr (dominikáni)
- Generál-převor (asumpcionisté, karmelitáni)
- Generál-opat (cisterciáci, benediktini)
- Generální vklad nebo probošt (trinitáři, barnabité, teatini, redemptoristé)
- Generál nebo generální superior / představený (jezuité)
- Generál-rektor (pallotini)
- a další

Ve většině případů existuje přechodná úroveň hierarchie mezi rektorem a nadřízenými řádu jednotlivých klášterů nebo komunit, zpravidla je jím hlava řádové provincie – provinciál.